# Сулема (приток Вашаны)
Сулема (Салюма) — река в России, протекает в Тульской области. Левый приток Вашаны.

## География
Река Сулема берёт начало в лесах юго-западнее Ясногорска. Течёт на север параллельно автодороге «Крым». Устье реки находится в 39 км по левому берегу реки Вашана. Длина реки 16 км, площадь водосборного бассейна 69,1 км².

## Данные водного реестра
По данным государственного водного реестра России относится к Окскому бассейновому округу, водохозяйственный участок реки — Ока от города Калуга до города Серпухов, без рек Протва и Нара, речной подбассейн реки — бассейны притоков Оки до впадения Мокши. Речной бассейн реки — Ока.
Код объекта в государственном водном реестре — 09010100812110000021852.